# Yuto Koizumi
Yuto Koizumi (小泉 勇人 Koizumi Yuto?), född 14 september 1995 i Ibaraki prefektur, är en japansk fotbollsspelare.
Koizumi började sin karriär 2014 i Kashima Antlers. Efter Kashima Antlers spelade han för Mito HollyHock, Grulla Morioka, Thespakusatsu Gunma och Ventforet Kofu.